# Joseph Gérard Yves Leduc
Pour l’article homonyme, voir Leduc.
Joseph Gérard Yves Leduc (né le 19 septembre 1908 et mort le 1er février 1995) est un avocat, professeur de droit et homme politique fédéral du Québec.
Né à Montréal, Joseph Leduc devient député du Parti libéral du Canada dans la circonscription fédérale de Verdun lors d'une élection partielle déclenchée en 1954 après la démission du député Paul-Émile Côté. Réélu en 1957, il est défait par le progressiste-conservateur Harold Edmond Monteith en 1958.